# 去趨勢波動分析
在随机过程， 混沌理论和时间序列分析中， 去趋势波动分析（英文：Detrended Fluctuation Analysis, DFA）是一种判断信号的统计自相似性质的方法。 它可以用于分析类似长记忆过程的时间序列（以发散的相关时间为特征，例如幂率衰减的自相关函数）或1/f噪音。
所获得的指数类似于Hurst指数，但去趋势波动分析还可以应用于非平稳信号，即信号的统计量（例如平均值和方差）或动态是不固定的（随时间变化）。 它与基于谱分析的方法有关，如自相关函数和傅里叶变换。
Peng等人于1994年发表论文提出了这种方法，至2013年该论文已获超过2000次引用。这种方法是（一般性）波动分析的拓展，特别用于处理非平稳信号。

## 计算方法
给定一个受约束的时间序列{\displaystyle x_{t}}，其长度为{\displaystyle N}, 其中 {\displaystyle t\in \mathbb {N} }。首先对其做积分或求和，化为无约束过程{\displaystyle X_{t}}:
{\displaystyle X_{t}=\sum _{i=1}^{t}(x_{i}-\langle x\rangle )}
其中{\displaystyle \langle x\rangle }代表时间序列的均值。{\displaystyle X_{t}}称为累积和。这个过程会将独立同分布的白噪声变换为随机游走。
接下来，将{\displaystyle X_{t}}分为不同长度的时间窗口，窗口长度记为{\displaystyle n}，然后在每个时间窗口内最小化平方误差，得到局部最小二乘的拟合直线（局部趋势）。令{\displaystyle Y_{t}}代表得到的拟合直线序列。接着计算与趋势的均方根偏差，即波动，如下：
{\displaystyle F(n)={\sqrt {{\frac {1}{n}}\sum _{t=1}^{n}\left(X_{t}-Y_{t}\right)^{2}}}.}
最后，将这个去趋势、波动分析的过程对不同的窗口大小{\displaystyle n}重复计算，得到{\displaystyle F(n)}关于{\displaystyle n}的双对数坐标图。